# باثومبول شاريونراتانابيروم
باثومبول شاريونراتانابيروم (21 أبريل 1994 ببانكوك في تايلاند - ) هو لاعب كرة قدم تايلندي في مركز الوسط. لعب مع نادي موانغتونغ يونايتد وSamutsongkhram F.C. ‏ وPattaya United F.C. (2008) ‏ وAssumption United F.C. ‏ وNakhon Nayok F.C. ‏.

## روابط خارجية
- باثومبول شاريونراتانابيروم على موقع قاعدة بيانات كرة القدم.إي يو (الإنجليزية)
- باثومبول شاريونراتانابيروم على موقع ناشيونال فوتبول تيمز (الإنجليزية)
- باثومبول شاريونراتانابيروم على موقع Soccerway.com (الإنجليزية)
- باثومبول شاريونراتانابيروم على موقع عالم كرة القدم.نت (الإنجليزية)